# Prix national d'Art du Chili
Le prix national d'art du Chili (en espagnol : Premio Nacional de Arte de Chile) récompense un artiste chilien depuis 1944.
Créé officiellement en 1942, il est décerné à partir de 1944, alternant le domaine artistique chaque année, entre la peinture, la sculpture, la musique et le théâtre.
Depuis 1992, il est remplacé par les prix nationaux des Arts plastiques, des Arts musicaux (es) et des arts du spectacles et de l'audiovisuel (es), qui rejoignent les prix nationaux du Chili (es), décernés tous les deux ans.

## Lauréats
- 1944 - Pablo Burchard (peinture)
- 1945 - Pedro Humberto Allende (es) (musique)
- 1946 - Alejandro Flores Pinaud (es) (théâtre)
- 1947 - Pedro Reszka Moreau (es) (peinture)
- 1948 - Enrique Soro (musique)
- 1949 - Rafael Frontaura de la Fuente (es) (théâtre)
- 1949 - Laura Rodig (es) (peinture)
- 1950 - Camilo Mori (peinture)
- 1951 - Domingo Santa Cruz Wilson (es) (musique)
- 1952 - Pedro de la Barra (es) (théâtre)
- 1953 - José Perotti (es) (sculpture)
- 1954 - Próspero Bisquertt Prado (musique)
- 1955 - Américo Vargas Vergara (théâtre)
- 1956 - José Caracci Vignati (peinture)
- 1957 - Alfonso Leng (es) (musique)
- 1958 - Jorge Quevedo Troncoso (théâtre)
- 1959 - Benito Rebolledo (es) (peinture)
- 1960 - Acario Cotapos Baeza (es) (musique)
- 1961 - José Rojas Ibarra (théâtre)
- 1962 - prix non décerné
- 1963 - prix non décerné
- 1964 - Samuel Román (es) (sculpture)
- 1965 - Carlos Isamitt (es) (musique)
- 1966 - Pedro Sienna (es) (théâtre)
- 1967 - Laureano Guevara (peinture)
- 1968 - Alfonso Letelier (es) (musique)
- 1969 - Ana González (es) (théâtre)
- 1970 - Marta Colvin (sculpture)
- 1971 - Gustavo Becerra-Schmidt (es) (musique)
- 1972 - Agustín Siré Sinobas (théâtre)
- 1973 - prix non décerné
- 1974 - Ana Cortés (peinture)
- 1975 - prix non décerné
- 1976 - Jorge Urrutia Blondel (es) (musique)
- 1977 - prix non décerné
- 1978 - Pedro Mortheiru Salgado (théâtre)
- 1979 - Carlos Pedraza Olguín (es) (peinture)
- 1980 - Víctor Tevah Tellias (es) (musique)
- 1981 - Fernando Debesa Marín (théâtre)
- 1982 - Mario Carreño Morales (peinture)
- 1983 - Claudio Arrau (musique)
- 1984 - Ernest Uthoff Biefand (ballet)
- 1985 - Israel Roa (es) (peinture)
- 1986 - Federico Heinlein (es) (musique)
- 1988 - Silvia Piñeiro (es) (théâtre)
- 1990 - Roberto Matta (peinture)